# Jim Melchert
 Jim Melchert  (* 2. Dezember 1930 in New Bremen, Ohio, USA; † 1. Juni 2023 in Oakland, Kalifornien) war ein zeitgenössischer US-amerikanischer Maler, Grafiker und Bildhauer. Er lebte in Oakland.

## Leben und Werk
James Frederick Melchert studierte bis 1952 an der Princeton University, 1957 an der University of Chicago und 1961 an der  University of California in Berkeley.
Er war von 1961 bis 1965 Lehrer am San Francisco Art Institute und unterrichtete von 1965 bis 1992 an der University of California in Berkeley. Von 1977 bis 1981 war er National Endowment for the Arts Director im Visual Arts Program und von 1984 bis 1988 war er Direktor der American Academy in Rome.
Er nutzte Keramik als skulpturales Kunst-Medium und ist bekannt für seine Kombinationen von unpassenden Elementen. Das Keramik-Objekt Ghost Plate with Mickey Mouse Ears (Ghost Plate mit Micky Maus-Ohren) ist ein typisches Stück aus einer Reihe von Werken, die er im Jahr 1964, inspiriert von Ingmar Bergmans Film „Das Schweigen“, fertigte.
Melchert dekorierte die Teller und Gläser der Serie mit Masken und verwendete sie zur Arbeit über Fragen aus seiner Vergangenheit. Der Geist in Ghost Plate with Mickey Mouse Ears trägt einen Micky-Maus-Hut. Das Objekt ist gleichzeitig ein spielerisches Objekt und eine Erinnerung an die Demütigung eines Kindes, das eine Dummkopf-Kappe tragen muss.
Jim Melchert war Teilnehmer der Documenta 5 in Kassel im Jahr 1972 in der Abteilung Individuelle Mythologien. Seine Werke wurden unter anderem im San Francisco Museum of Modern Art, im Oakland Museum, im Victoria and Albert Museum in London und im University Art Museum der University of California Berkeley ausgestellt.